# ウィリー・キーラー
ウィリアム・ヘンリー・キーラー（William Henry Keeler、1872年3月3日 - 1923年1月1日）は、アメリカ合衆国ニューヨーク市ブルックリン出身のプロ野球選手（右翼手）。左投げ左打ち。愛称はWee Willie(ウィー・ウィリー)。

## 経歴

### プロ入り前
1872年、ニューヨークブルックリンで生まれる。父親は馬車の騎手を務めていた。セミプロでは遊撃手を務めている。

### 現役時代
1892年、イースタンリーグのビンガムトン球団で正三塁手が怪我をしたのをきっかけに、入団。9月20日にデビューし、プロとして働き始める。左利きでありながら三塁手を務め、93試合に出場して打率.373を記録するも、$800でニューヨーク・ジャイアンツ（現サンフランシスコ・ジャイアンツ）へ金銭トレードされる。シーズン後半の14試合はそこでプレーした。
1893年は最初の7試合で足首を骨折し、当時のジャイアンツ監督であったジョン・モンゴメリ・ウォードはキーラーが小柄すぎてメジャーでのプレーは無理と判断し、再び$800でシーズン途中にブルックリン・ブライドグルームス（現ロサンゼルス・ドジャース）に金銭トレードされる。さらにシーズン終了後、ベテラン一塁手のダン・ブローザースと共にボルチモア・オリオールズへとトレードされた。
1894年、当時のオリオールズ監督ネッド・ハンロンはキーラーを三塁手から右翼手に転向させ、ジョン・マグローと共に1番、2番を組ませた。一躍花形選手となったキーラーは、打撃面でも巧みなバットコントロールの才能を発揮した。相手が前進守備の時は野手の頭を超える打球を放ち、また深く守っているときはバントを仕掛けるなどの技巧をこらし、この年打率.371、219安打をマーク。この後続く8年連続200安打以上のシーズンの出だしとした。また165得点、94打点も記録し、前年8位（最下位）だったチームはリーグ制覇を果たす。
1895年、1896年は打率.377、.386を残し、オリオールズはリーグ3連覇を果たす。
1897年にはジョー・ディマジオが1941年に破るまでの最長安打記録（近代野球以前）となる44試合連続安打（45試合との説もある）をシーズン開始から記録。最終的に打率.424と239安打を残した。さらに翌1898年には打率.385と216安打をマークし、首位打者とリーグ最多安打を2年連続で獲得。この年、オリオールズのオーナーであったハリー・ヴァン・ダー・ホーストと監督のハンロンはブルックリン・スパーバスの経営権を取得、現在では禁止されている二球団同時経営に乗り出した。
1899年にはオリオールズの集客人員数が減少していっていたため、ヴァン・ダー・ホーストはハンロンをブルックリンの監督に指名し、オリオールズの監督にはマグローを指名。キーラーもハンロンと共にブルックリンへ移籍した。
1899年は打率.379、リーグトップとなる140得点、翌1900年は.362、リーグ最多の204安打でチームに貢献し、スパーバスはリーグ連覇を果たす。キーラーのシーズン200安打は1899年にブルックリン・スパーバス（現ロサンゼルス・ドジャース）に移籍したあとも1901年まで8年連続で継続、また打率3割はデビューした年から1906年までの15年間維持された。
1901年、ルールが改正され、ファウルボールが2ストライク以下であればストライクと認識されるようになり、更に翌1902年に2ストライクでのバントによるファウルはアウトとされるようになった。それまでキーラーはバントによるファウルなどで気に入ったボールが来るまでこらえる戦術を得意としていたが、このルール改正によってそれが無効となり、更に現在では禁止されているスピットボールが横行し始めたのも手伝って打率が急激に低下。1901年は.339、翌年は.333まで下がった。
当時オリオールズやスパーバスが所属するナショナル・リーグにはサラリーキャップ制があり年収の上限は$2,400とされていたが、1901年シーズン前に設立されたアメリカン・リーグにはそれがなかった。1903年に新設されたニューヨーク・ハイランダース（現ニューヨーク・ヤンキース）は当時、観客を引き込める看板選手を欲しており、キーラーは当時史上最高額となる$10,000でハイランダーズへ移籍する。
1910年に現役引退。同年8月25日には現役中でありながら、しかも所属するジャイアンツの試合で一塁の塁審をした記録が残っている。通算2932安打は、当時キャップ・アンソンに次ぐ歴代2位の安打数であった。

### 引退後
引退後はしばらくボストン・ブレーブスのスカウトをしていた。1923年に故郷ブルックリンで逝去。
死後の1939年、記者投票によりアメリカ野球殿堂入りを果たした。

## プレースタイル
俊足・強肩で、たいへん小柄な選手であった（身長：5フィート4インチ（およそ163cm）、体重：140ポンド（およそ64kg））。打撃ではメジャーリーグ史上最短となる29オンス（およそ822グラム）、30インチ（およそ76センチ）というバットを使い、更にほぼ真中に近い位置まで極端に短く持ってスイングしていた。バントが非常に得意で、ライン際に転がす技術は芸術的とさえ言われた。しかし長打力はなく、野球の殿堂入りを果たしているサム・クロフォードは、キーラーは単に「ボールをクチバシでつつくだけ（"pecked at the ball"）」だったと表現している。実際に記録されている34の本塁打のほとんど全ては、ランニング・ホームランである。
キーラーは球場外では陽気でよくしゃべったが、試合中は非常に寡黙で、時に発せられる「オーライ（“I've got it”）」以外は全くしゃべらなかった。またブルックリン・イーグル紙のエイブ・イェーガーにどうやってヒットを打つのかと尋ねられたときに、「目を見開いて、誰もいないところに打て（"Keep your eye clear, and hit 'em where they ain't"）」という有名な言葉を残している。
個人成績以上に所属して貢献したチームとしての成績が華々しく、わずか7年の内に所属した5球団で5度のリーグ制覇（2度は2位）を果たしている。

### ボルチモア・チョップ
1890年代のオリオールズは、監督のネッド・ハンロンとジョン・マグローを中心に様々な野球の戦術を考案したチームである。その中でも地面に打球を強く叩きつけて高くバウンドさせる打法はよく知られており、当時「ボルチモア・チョップ」と呼ばれていた。この打法は夏場のホームグラウンドの地面がカチカチに硬くなることに着目したキーラーが、叩きつけた打球が大きく弾んで落ちてくる間に一塁を駆け抜け内野安打にしてしまう打法を編み出したものだとされている。
当時はキーラーの他にも、後に殿堂入りしたヒューイー・ジェニングスやジョン・マグローらがこのボルチモア・チョップの使い手であった。後年、1970年代以降に人工芝の野球グラウンドが普及するとともに、「人工芝ヒット」としてこの打法が見直された時期があった。

## 詳細情報

### 年度別打撃成績
| 年 度     | 球 団     | 試 合 | 打 席 | 打 数 | 得 点 | 安 打 | 二 塁 打 | 三 塁 打 | 本 塁 打 | 塁 打 | 打 点 | 盗 塁 | 盗 塁 死 | 犠 打 | 犠 飛 | 四 球 | 敬 遠 | 死 球 | 三 振 | 併 殺 打 | 打 率 | 出 塁 率 | 長 打 率 | O P S |
| --------- | --------- | ----- | ----- | ----- | ----- | ----- | -------- | -------- | -------- | ----- | ----- | ----- | -------- | ----- | ----- | ----- | ----- | ----- | ----- | -------- | ----- | -------- | -------- | ----- |
| 1892      | NYG       | 14    | 57    | 53    | 7     | 17    | 3        | 0        | 0        | 20    | 6     | 5     | --       | --    | --    | 3     | --    | 1     | 3     | --       | .321  | .368     | .377     | .746  |
| 1893      | NYG       | 7     | 29    | 24    | 5     | 8     | 2        | 1        | 1        | 15    | 7     | 3     | --       | --    | --    | 5     | --    | 0     | 1     | --       | .333  | .448     | .625     | 1.073 |
| 1893      | BRO       | 20    | 85    | 80    | 14    | 25    | 1        | 1        | 1        | 31    | 9     | 2     | --       | --    | --    | 4     | --    | 1     | 4     | --       | .313  | .353     | .388     | .740  |
| '93計     | BRO       | 27    | 114   | 104   | 19    | 33    | 3        | 2        | 2        | 46    | 16    | 5     | --       | --    | --    | 9     | --    | 1     | 5     | --       | .317  | .377     | .442     | .820  |
| 1894      | BLN       | 129   | 664   | 590   | 165   | 219   | 27       | 22       | 5        | 305   | 94    | 32    | --       | 16    | --    | 40    | --    | 18    | 6     | --       | .371  | .427     | .517     | .944  |
| 1895      | BLN       | 131   | 637   | 565   | 162   | 213   | 24       | 15       | 4        | 279   | 78    | 47    | --       | 21    | --    | 37    | --    | 14    | 12    | --       | .377  | .429     | .494     | .922  |
| 1896      | BLN       | 126   | 601   | 544   | 153   | 210   | 22       | 13       | 4        | 270   | 82    | 67    | --       | 13    | --    | 37    | --    | 7     | 9     | --       | .386  | .432     | .496     | .928  |
| 1897      | BLN       | 129   | 618   | 564   | 145   | 239   | 27       | 19       | 0        | 304   | 74    | 64    | --       | 12    | --    | 35    | --    | 7     | 5     | --       | .424  | .464     | .539     | 1.003 |
| 1898      | BLN       | 129   | 604   | 561   | 126   | 216   | 7        | 2        | 1        | 230   | 44    | 28    | --       | 9     | --    | 31    | --    | 3     | 4     | --       | .385  | .420     | .410     | .830  |
| 1899      | BRO       | 141   | 633   | 570   | 140   | 216   | 12       | 13       | 1        | 257   | 61    | 45    | --       | 17    | --    | 37    | --    | 9     | 2     | --       | .379  | .425     | .451     | .876  |
| 1900      | BRO       | 136   | 619   | 563   | 106   | 204   | 13       | 12       | 4        | 253   | 68    | 41    | --       | 19    | --    | 30    | --    | 7     | 4     | --       | .362  | .402     | .449     | .851  |
| 1901      | BRO       | 136   | 645   | 595   | 123   | 202   | 18       | 12       | 2        | 250   | 43    | 23    | --       | 22    | --    | 21    | --    | 7     | 5     | --       | .339  | .369     | .420     | .789  |
| 1902      | BRO       | 133   | 612   | 559   | 86    | 186   | 20       | 5        | 0        | 216   | 38    | 19    | --       | 25    | --    | 21    | --    | 7     | 13    | --       | .333  | .365     | .386     | .751  |
| 1903      | NYY       | 132   | 584   | 512   | 95    | 160   | 14       | 7        | 0        | 188   | 32    | 24    | --       | 27    | --    | 32    | --    | 13    | 12    | --       | .313  | .368     | .367     | .735  |
| 1904      | NYY       | 143   | 612   | 543   | 78    | 186   | 14       | 8        | 2        | 222   | 40    | 21    | --       | 27    | --    | 35    | --    | 7     | 12    | --       | .343  | .390     | .409     | .799  |
| 1905      | NYY       | 149   | 650   | 560   | 81    | 169   | 14       | 4        | 4        | 203   | 38    | 19    | --       | 42    | --    | 43    | --    | 5     | 13    | --       | .302  | .357     | .363     | .719  |
| 1906      | NYY       | 152   | 672   | 592   | 96    | 180   | 8        | 3        | 2        | 200   | 33    | 23    | --       | 35    | --    | 40    | --    | 5     | 5     | --       | .304  | .353     | .338     | .691  |
| 1907      | NYY       | 107   | 467   | 423   | 50    | 99    | 5        | 2        | 0        | 108   | 17    | 7     | --       | 26    | --    | 15    | --    | 3     | 9     | --       | .234  | .265     | .255     | .521  |
| 1908      | NYY       | 91    | 380   | 323   | 38    | 85    | 3        | 1        | 1        | 93    | 14    | 14    | --       | 21    | --    | 31    | --    | 5     | 10    | --       | .263  | .337     | .288     | .625  |
| 1909      | NYY       | 99    | 427   | 360   | 44    | 95    | 7        | 5        | 1        | 115   | 32    | 10    | --       | 33    | --    | 24    | --    | 10    | 6     | --       | .264  | .327     | .319     | .647  |
| 1910      | SF        | 19    | 14    | 10    | 5     | 3     | 0        | 0        | 0        | 3     | 0     | 1     | --       | 1     | --    | 3     | --    | 0     | 1     | --       | .300  | .462     | .300     | .762  |
| 通算:19年 | 通算:19年 | 2123  | 9610  | 8591  | 1719  | 2932  | 241      | 145      | 33       | 3562  | 810   | 495   | --       | 366   | --    | 524   | --    | 129   | 136   | --       | .341  | .388     | .415     | .802  |

※各年の太字はリーグ1位

### タイトル
- 首位打者：2回（1897年、1898年）

- 8年連続シーズン200安打（1894年 - 1901年）
- 連続試合安打：44（1897年）[4]
- シーズン最多単打：206（1898年）[5]
- 通算犠打数：366（歴代4位）
- シーズン犠打数：42（1905年） [6]
- MLBオールセンチュリー・チームにノミネート（1999年）